# Фасиатала
Фасиатала (бенг. কালকিনি, англ. Fasiatala) — город в центральной части Бангладеш, административный центр одноимённого подокруга в составе округа Мадарипур. Расположен в 350 км от столицы Бангладеш — города Дакка.